# Lien profond
Un lien profond (ou lien en profondeur ; en anglais, deep linking) est, sur le Web, un type d'hyperlien qui pointe spécifiquement vers une page ou toute autre ressource d'un site autre que sa page d'accueil.
Par exemple, des liens comme http://fr.wikipedia.org/wiki/Hyperlien ou http://fr.wikipedia.org/wiki/Image:Exemple.jpg sont des liens profonds, dans la mesure où leurs URL respectives contiennent toutes les informations nécessaires pour accéder directement à des ressources d'un site web, sans passer par sa page principale http://fr.wikipedia.org.
Dans le contexte des applications mobiles, on parle de lien profond mobile.

## Controverse
Certains webmestres considèrent comme néfastes les liens profonds vers les ressources de leur site, et ce pour diverses raisons :
- les ressources vers lesquels pointent de tels liens peuvent être identifiées à tort par les visiteurs comme faisant partie du site depuis lequel part le lien ;
- de tels liens peuvent contourner l'affichage d'encarts publicitaires ;
- de tels liens peuvent mener à des ressources dont l'accès est payant (par exemple, les archives d'un journal) ou réservé à certains visiteurs.

Ceci amène certains webmestres à interdire les liens profonds : dans la charte d'utilisation de leur site (par exemple aux côtés de la notice de droit d'auteur), voire en prenant des mesures techniques. Les liens profonds ont également conduit à plusieurs affaires judiciaires, dans lesquelles des sites web en poursuivaient d'autres pour avoir créé des liens profonds vers leurs contenus.
Mais, en réalité, la technologie qui soustend le web, l'Hypertext Transfer Protocol (HTTP), ne fait pas de distinction entre les liens dits « profonds » et les autres types de liens : tous les liens sont fonctionnellement égaux. Ceci est intentionnel de la part de ses concepteurs : l'un des buts du web est justement de permettre aux auteurs de créer des liens vers n'importe quel document publié sur un autre site. La possibilité d'établir des liens qualifiés de « profonds » est par conséquent intégrée par défaut aux technologies du web : un site peut tenter de restreindre techniquement les liens profonds vers ses ressources, mais cela nécessite des efforts supplémentaires. Selon le Technical Architecture Group (TAG) du World Wide Web Consortium (W3C), « toute tentative d'interdire la pratique des liens profonds est basée sur une mauvaise compréhension de la technologie, et menace de saper le fonctionnement du web dans son ensemble »).

## Liens profonds et technologies web
Les sites qui sont construits sur des technologies Web comme Adobe Flash et AJAX, souvent, ne prennent pas en charge les liens profonds. Cela peut entraîner des problèmes d'utilisabilité pour les personnes qui visitent ces sites. Par exemple, les visiteurs de ces sites peuvent être incapables d'enregistrer des signets vers des pages ou des états du site, les boutons de navigation vers la page précédente ou la page suivante peuvent ne pas fonctionner comme prévu, et l'utilisation du bouton d'actualisation du navigateur peut télécharger la page d'accueil du site.
Cependant, ce n'est pas une limitation incontournable de ces technologies. Des techniques et des bibliothèques bien connues comme SWFAddress et Unfocus History Keeper peuvent être utilisées par les utilisateurs de Flash ou AJAX pour rendre possible l'utilisation de liens profonds vers des pages de leurs sites,,.

## Option d'exclusion (opt-out)
Les propriétaires de sites Web qui souhaitent empêcher les moteurs de recherche de faire des liens profonds dans leur site peuvent utiliser le protocole d'exclusion des robots (le fichier robots.txt) pour spécifier leur désir de ne pas être indexés. Les personnes en faveur des liens profonds considèrent souvent que les propriétaires de contenu qui n'utilisent pas le protocole d'exclusion des robots ne s'opposent pas aux liens profonds par les moteurs de recherche ou d'autres personnes qui voudraient faire un lien vers leur contenu. Les gens contre les liens profonds prétendent que les propriétaires de contenu peuvent ne pas connaître le protocole d'exclusion des robots ou peuvent ne pas l'utiliser pour d'autres raisons. 
Les liens profonds étant également utilisés en dehors du contexte des moteurs de recherche, certains participants à ce débat remettent en question la pertinence du protocole d'exclusion des robots dans le débat sur les liens profonds. Le protocole d'exclusion des robots est un standard volontaire et non un standard forcé par programmation de sorte qu'il n'empêche pas les moteurs de recherche et les sites d'ignorer le protocole et de faire des liens profonds.